# Hartwig von Stiten (Politiker, † 1511)
Hartwig von Stiten (* vor 1489 in Lübeck; † 1511 in ebenda) war ein deutscher Politiker und Bürgermeister der Hansestadt Lübeck.

## Leben
1489 wurde Hartwig von Stiten in den Rat der Stadt erwählt und im Jahr 1502 zum Bürgermeister bestimmt. Gemeinsam mit dem Lübecker Bürgermeister Diedrich Hupe vermittelte er 1495 in Parkentin in einem Streit zwischen der Stadt Rostock und den Herzögen von Mecklenburg. 1503 war er gemeinsam mit dem Bürgermeister Tideman Berck Teilnehmer der mit Herzog Friedrich in Lübeck geführten Verhandlungen über den Streit mit Dänemark, auch an den Gesprächen mit den Abgesandten des dänischen Königs Johann über die Verletzung der hansischen Handelsprivilegien durch Dänemark. Hartwig von Stiten war Teilnehmer des Hansetages 1507 in Lübeck.
Er war seit 1470 Mitglied der Zirkelgesellschaft.

## Familie
Er war der Sohn des Lübecker Ratsherrn und Bürgermeisters Heinrich von Stiten aus dessen erster Ehe und gehörte der in Lübeck einflussreichen Familie von Stiten an.
Verheiratet war er in erster Ehe mit Geseke, Tochter des Ludeke Bere, und in zweiter Ehe mit Cillie, Tochter des Ricbodo Kerckring. Er hatte folgende Kinder:
- Hartwig, Mitglied der Zirkelgesellschaft (282)
- Katharina († vor 1518), verheiratet mit (1.) Johann von Wickede († 1509), Mitglied des Zirkelgesellschaft (256), (2.) Klaus Kapenhagen und 1515 (3.) mit Mathias Mulich.
- (aus 2. Ehe): Anton von Stiten (* vor 1503; † 1564), der 1540 ebenfalls Bürgermeister wurde.